# Prodiamesa rufovittata
Prodiamesa rufovittata är en tvåvingeart som beskrevs av Maurice Emile Marie Goetghebuer 1932. Prodiamesa rufovittata ingår i släktet Prodiamesa och familjen fjädermyggor. Arten har ej påträffats i Sverige. Inga underarter finns listade i Catalogue of Life.